# Pachataxa
Pachataxa é um gênero de esponja marinha da família Calthropellidae.

## Espécies
- Pachataxa enigmatica Lévi & Lévi, 1983
- Pachataxa lithistina (Schmidt, 1880)
- Pachataxa lutea Pulitzer-Finali, 1986